# Trichophthalma glauciventris
Trichophthalma glauciventris är en tvåvingeart som beskrevs av Edwards 1930. Trichophthalma glauciventris ingår i släktet Trichophthalma och familjen Nemestrinidae. Inga underarter finns listade i Catalogue of Life.